# Округ Талахачи (Мисисипи)
Талахачи (енгл. Tallahatchie County) је округ у америчкој савезној држави Мисисипи.

## Демографија
По попису из 2010. године број становника је 15.378, што је 475 (3,2%) становника више него 2000. године.
| Група             | 2000.         | 2010.         |
| Белци             | 5.867 (39,4%) | 5.580 (36,3%) |
| Афроамериканци    | 8.857 (59,4%) | 8.679 (56,4%) |
| Азијати           | 54 (0,4%)     | 117 (0,8%)    |
| Хиспаноамериканци | 137 (0,9%)    | 866 (5,6%)    |
| Укупно            | 14.903        | 15.378        |